# LOFAR
LOFAR (Low Frequency Array) è un grande radiotelescopio europeo situato nei Paesi Bassi, completato nel 2012 e gestito da ASTRON, l'Istituto olandese per la radioastronomia e la ricerca scientifica dei Paesi Bassi, e dai suoi collaboratori internazionali.
LOFAR consta di una rete di 51 antenne omnidirezionali con lo scopo di studiare alcune delle frequenze più basse osservabili dalla Terra, in cui i segnali provenienti dalle singole antenne separate non sono combinati in tempo reale, come avviene nella maggior parte delle reti riceventi. I segnali elettronici provenienti dalle singole antenne sono digitalizzati, trasportati ad un elaboratore centrale e combinati mediante software per emulare un'antenna convenzionale. Il progetto si basa su una rete interferometrica di radiotelescopi che utilizza circa 20.000 piccole antenne concentrate in una cinquantina di stazioni distribuite nei Paesi Bassi, Germania, Gran Bretagna, Francia e Svezia e finanziate dai rispettivi paesi. L'Italia, con l'istituto nazionale di astrofisica, ha aderito al progetto nel 2018 con la collaborazione della stazione situata presso l'osservatorio di Medicina, Bologna. Ulteriori stazioni possono essere collocate in altri paesi europei. La superficie totale di raccolta utile è di circa 300000 metri quadrati, a seconda della frequenza operativa e della configurazione delle antenne. Il trattamento dei dati viene eseguito da un supercomputer Blue Gene / P situato presso l'università di Groningen, Paesi Bassi. LOFAR è anche un precursore della tecnologia utilizzata nello sviluppo dello Square Kilometre Array.

## Panoramica

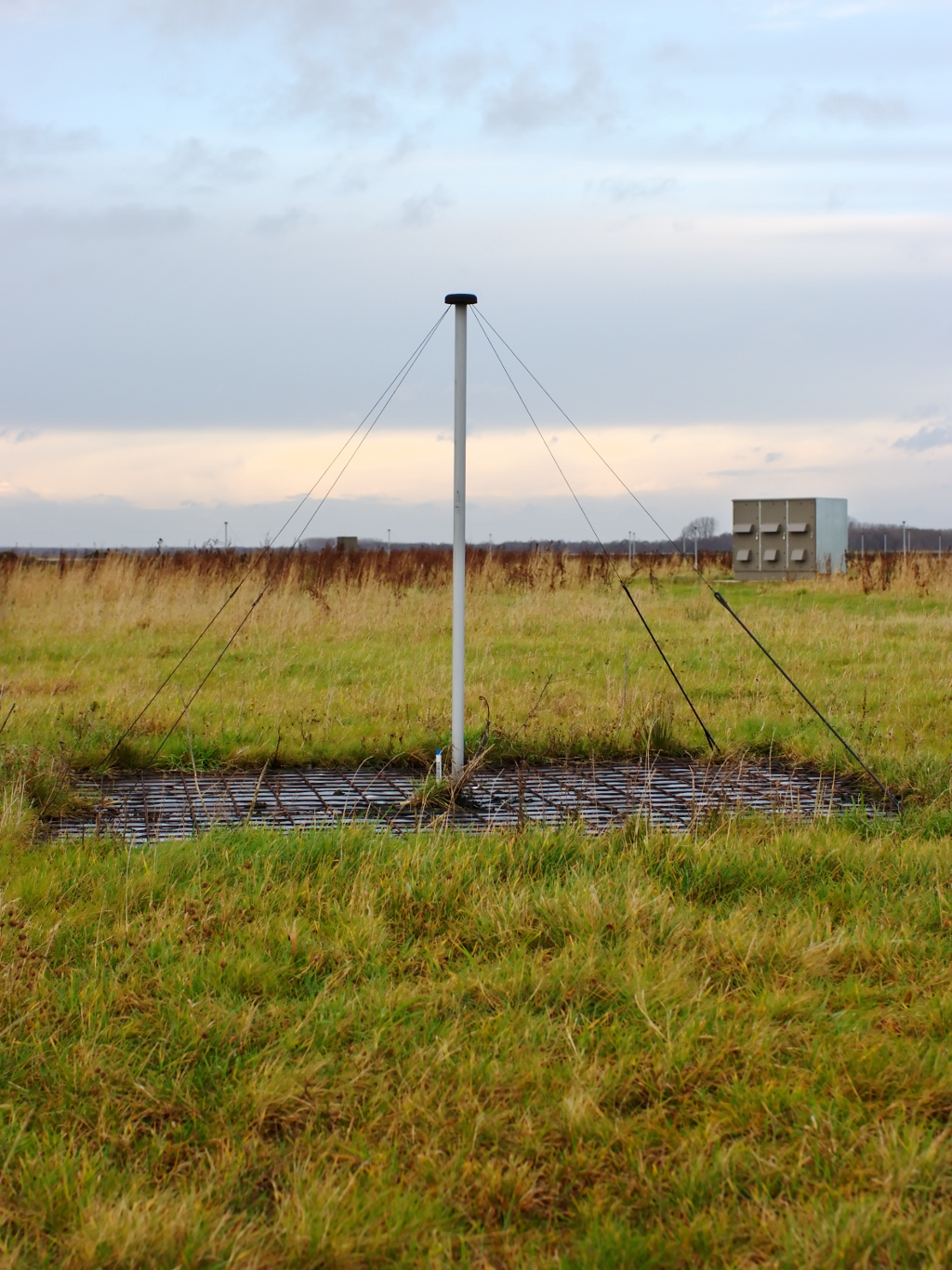
Antenna a banda bassa con la cabina elettrica sullo sfondo

LOFAR è stato concepito per condurre ad una svolta migliorativa nella sensibilità per le osservazioni astronomiche a frequenze radio inferiori a 250 MHz.
La radio interferometria astronomica consiste solitamente in reti di dischi paraboloidi (quali l'One-Mile Telescope o il Very Large Array), reti di antenne monodimensionali (come il Molonglo) o matrici bidimensionali di antenne omnidirezionali (IPS). LOFAR combina aspetti di molti di questi telescopi; in particolare, esso utilizza antenne a dipolo omnidirezionali come elementi di una rete in fase di stazioni singole e combina tali reti fasate utilizzando la tecnica di sintesi d'apertura sviluppata nel 1950.
La progettazione di LOFAR si è concentrata sull'utilizzo di un gran numero di antenne relativamente a buon mercato senza parti mobili, concentrate nelle stazioni, effettuando la mappatura mediante la sintesi di apertura in modalità software. La direzione di osservazione ("beam") delle stazioni viene scelta elettronicamente mediante sfasamenti tra le antenne. LOFAR può osservare in più direzioni contemporaneamente, purché la velocità dei dati aggregati rimanga sotto il limite di trasferimento. Questo principio permette un funzionamento multi-utente.

## Sensibilità
La missione di LOFAR è quella di mappare l'universo a frequenze radio tra ~ 10-240 MHz con una maggiore risoluzione e sensibilità rispetto alle ricerche precedenti, quali quelle del Very Large Array (VLA) e del Giant Meterwave Radio Telescope (GMRT) .
LOFAR è attualmente il radio osservatorio più sensibile operante alle basse frequenze. La sua sensibilità verrà superata solo dallo Square Kilometre Array (SKA), previsto in piena operatività per il 2025.

## Ambiti di indagine

### L'epoca della reionizzazione
Una delle applicazioni più interessanti e tecnicamente più impegnative di LOFAR è lo studio della linea spettrale a 21 cm, tipica dell'idrogeno, nel periodo di reionizzazione dell'universo primordiale. Ricerche basate sui dati della sonda WMAP suggeriscono che vi possano essere state più fasi di reionizzazione in epoca lontana, in un periodo tra z (redshift) ~ 15-20 sino a z ~ 6. LOFAR può analizzare i deboli segnali nell'intervallo di redshift da z = 11,4 (115 MHz) a z = 6 (200 MHz), sondando così il periodo precedente a quello della formazione delle prime galassie.

### Ricerca extragalattica nel profondo
LOFAR può effettuare indagini su ampie porzioni di cielo. Fornirà cataloghi di radiosorgenti a diverse frequenze per successive ricerche in aree fondamentali dell'astrofisica, tra cui la formazione di buchi neri supermassivi, galassie e ammassi di galassie.

### Fenomeni transitori a onde radio e pulsar
L'utilizzo di antenne omnidirezionali a basse frequenze, il trasporto dei dati ad alta velocità e la potenza di calcolo di LOFAR consentono traguardi mai raggiunti nel monitoraggio del cielo tramite radioonde.  È possibile mappare in onde radio tutto il cielo visibile dai Paesi Bassi (corrispondente al 60% della volta celeste) per singola notte. Eventi transitori ad onde radio possono venire localizzati automaticamente con precisione per compararli successivamente con indagini in altre lunghezze d'onda (raggi gamma, osservatori ottici, raggi X). Inoltre, LOFAR approfondirà lo studio delle radio pulsar a basse frequenze cercando di rilevare segnali burst provenienti da stelle di neutroni in rapida rotazione in lontane galassie.

### Raggi cosmici ad altissima energia
LOFAR studia l'origine dei raggi cosmici ad altissima energia (HECR e UHECR, High e Ultra High Energy Cosmic Ray) ad energie tra 10 ^ {15} - 10 ^ {20,5 } eV. Candidati di queste fonti energetiche HECR sono scosse nei lobi di potenti radio galassie, urti intergalattici creati durante l'epoca di formazione delle galassie, (ipernove), lampi di raggi gamma e prodotti del decadimento di particelle super-massicce formatisi a seguito delle transizioni di fase nell'universo primordiale.

### Magnetismo cosmico
LOFAR può sondare le onde radio a bassa energia di sincrotrone emesse dai raggi cosmici in campi magnetici deboli. LOFAR consente di misurare anche l'effetto Faraday, che consiste nella rotazione del piano di polarizzazione delle onde radio a bassa frequenza, proponendosi come ulteriore strumento per rilevare i campi magnetici deboli.

### La fisica solare e meteorologia spaziale
Il Sole è una sorgente radio intensa. Le forti radiazioni termiche della corona solare si sovrappongono agli intensi lampi radio associati ai fenomeni dell'attività solare, come brillamenti (flares) ed espulsioni di massa coronale (CME). LOFAR è uno strumento ideale per gli studi sulle CME dirette verso lo spazio interplanetario. Le possibilità di visualizzazione (imaging) di LOFAR consentono di studiare le probabilità di impatto delle CME con la Terra.
La flessibilità di LOFAR consente di effettuare rapidamente osservazioni in follow-up a seguito di brillamenti solari. LOFAR può effettuare campagne osservative congiunte con altri osservatori spaziali e a terra, quali RHESSI, Hinode, il Solar Dynamics Observatory (SDO), l'Advanced Technology Solar Telescope (DKIST) ed il Solar Orbiter.

## Ricerca e risultati scientifici
I primi dati osservativi, ottenuti da un'indagine su più di 300.000 radio sorgenti che è parte di una più ampia indagine che ha coperto il 20% della volta celeste, sono stati resi disponibili a febbraio 2019.
- Grazie al LOFAR sono state studiate le onde radio generate dalle interazioni tra la nana rossa GJ 1151 ed un pianeta in orbita attorno ad essa. Se sulla terra si formano le aurore polari, in questo caso vengono emesse delle vere e proprie radiazioni.[9]